# Carrer de les Ballesteries (Girona)
El Carrer de les Ballesteries és un carrer del municipi de Girona. Forma part de l'Inventari del Patrimoni Arquitectònic de Catalunya en el seu conjunt.

## Descripció
El carrer de les Ballesteries voreja per la dreta l'antic llenç de la muralla de Ponent de la Força Vella, mentre a la seva banda esquerra es troba delimitat pel riu Onyar. Degut a aquests condicionants adopta una línia lleugerament corbada, estenent-se des dels quatre cantons fins a la placeta on s'inicia la Pujada de Sant Feliu.
Al costat dret sobresurten: una capelleta amb les imatges de Santa Anna i Maria, situada al començament del carrer; una fornícula amb muntants de pedra, columnes estriades i frontó clàssic sobre la casa núm. 22, que acull una estàtua de Sant Cristòfol; un escut a sobre de la família Burgués; una de les cares d'una torre medieval, entre els números 42 i 44, construïda amb carreus de pedra de Girona. A la banda esquerra del carrer només destaca la façana modernista de la Casa Masó.

## Història
Les cases de la mà dreta es van començar a construir els segles XII-XIII, recolzades en la muralla de la Força Vella. El costat esquerre es va edificar a partir del segle xiv. Per la proximitat a l'Onyar s'hi establiren, ja des del segle xii, nombrosos tallers metal·lúrgics. D'aquí que primitivament rebés el nom de "carrer de les fàbriques", substituït pel de les Ballesteries durant el segle xiv degut al nombrós contingent d'artesans de sagetes i ballestes que l'habitaven.
El terreny on s'assenta el carrer era un areny o llit del riu, pel que sempre es considerà un alou del rei. Precisament fou aquest, en la persona de Pere el Cerimoniós, l'autor de la configuració actual del carrer. L'any 1362 va manar la construcció d'una muralla a la banda del riu, mentre també disposava que a l'extrem nord del carrer s'edifiqués un altre portal obert a la muralla. Més tard, quan aquesta s'allargà fins a Pedret, el portal de les Ballesteries va perdre tota funció defensiva i fou enderrocat.
Durant el setge de 1462 les cases de les Ballesteries foren destruïdes pels mateixos defensors de la reina Joana. Tot i així, aquesta no va ser l'única desgràcia que afectà al carrer, doncs l'any 1548 en llenç de la muralla va enderrocar-se sobtadament, aixafant unes deu cases de la banda dreta.
L'espai de les cases enderrocades pel setge va servir per desviar cap a Ballesteries el camí reial, que fins aleshores passava pel Carrer de la Força (Girona). La carreterea fa fer-hi obrir nous tallers de carruatgrs, carreters i ferradors de cavalls i va condicionar un urbanisme més pautat i homogeni.
Al segle xvii el carrer era descrit com un espai llarg molt estret on hi vivien oficials de diferents arts, com cirurgians, especiers, confiters, serrallers, punyalers, etc.
Les cases amb números senars, a la banda del riu, corresponien a artesans amb botiga i taller a la planta baixa i els pisos alts eren habitatges populars, amb escepció de la Casa Masó, que des de mitjans del segle xix es converteix en un habitatge burgès de la família de Rafael Masó i Valentí. Molts dels edificis amb nombres parells també provenen de tallers medievals, però les plantes superiors són les façanes de darrere dels casals medievals del Carrer de la Força, construit a la banda superior d'aquest de manera paral·lela.